# Бреда, Роберто
Роберто Бреда  (итал. Roberto Breda; род. 21 октября 1969, Тревизо, Венеция) — итальянский футболист и футбольный тренер.

## Карьера

### Футболиста
В 18 лет талантливый полузащитник попал в состав «Сампдории». За три года, проведённых в клубе, Бреда сыграл всего один матч в Серии A. Зато хавбек помог команде одержать победу в двух кубках страны. Также в сезоне 1989/90 он участвовал в победном для «Сампдории» Кубке обладателей кубков.
В дальнейшем выступал за ряд других итальянских коллективов. Больше всего времени Бреда провёл в «Салернитане», за которую сыграл более двухсот матчей, носил капитанскую повязку. В 1998 году он помог ей одержать победу в Серии B.
В 1991—1992 годах вызывался в расположение молодёжной сборной Италии, за которую провёл три встречи.

### Тренера
Карьеру тренера Роберто Бреда начал в системе «Реджины» (до этого он с 2006 по 2007 год был советником по спорту при муниципалитете Салерно). Несколько лет он возглавлял её молодёжную команду, сменив Иво Иаконе. Примавера под его началом выделялась атакующей и результативной игрой, дважды вышла в плей-офф чемпионата Италии и турнира Виареджо. Из этой команды вышли такие игроки как Даниэль Адежо, братья Алессио и Николас Виола, Джованни Ди Лоренцо, Винченцо Камильери, Адам Ковачик, Чаба Преклет, Джузеппе Риццо. В 2010 году ему доверили руководить основой. В своей первой игре у руля клуба подопечные Бреды 13 февраля победили «Мантову» со счётом 3:1. Правда, затем дела у «Реджины» не заладились, и наставник покинул свою должность. Однако уже через год специалист вернулся к работе с командой. В дальнейшем Бреда руководил другими клубами из Серии B.
В ноябре 2018 года он приступил к работе с «Ливорно».

## Достижения

### Международные
- Победитель Кубка обладателей кубков УЕФА (1): 1989/90

### Национальные
- Обладатель Кубка Италии (2): 1987/88, 1988/89
- Чемпион Серии B (1): 1997/98